# Großsteingräber bei Schadewohl
Die Großsteingräber bei Schadewohl waren ursprünglich fünf oder sechs megalithische Grabanlagen der jungsteinzeitlichen Tiefstichkeramikkultur bei Schadewohl, einem Ortsteil der Gemeinde Diesdorf im Altmarkkreis Salzwedel, Sachsen-Anhalt. Heute existieren nur noch drei Gräber, zwei weitere wurden im 19. Jahrhundert zerstört. Der Flurname „Steinberge“ deutet auf mindestens ein weiteres zerstörtes Grab hin.

## Lage
Die drei Gräber liegen etwa 1,5 km südwestlich des Ortszentrums von Schadewohl auf einem Feld. Grab 1 ist die westlichste Anlage, Grab 2 liegt 400 m ostsüdöstlich hiervon und Grab 3 weitere 320 m südöstlich. Das zerstörte Grab 4 lag an der Grenze nach Diesdorf und Grab 5 200 m östlich von Grab 4. In der näheren Umgebung existieren noch mehrere weitere Großsteingräber: 1,1 km südöstlich schließen sich die Großsteingräber bei Diesdorf an, 2,7 km südöstlich das Großsteingrab Molmke.

## Forschungsgeschichte
Die Gräber wurden erstmals 1843 durch Johann Friedrich Danneil beschrieben. Eduard Krause und Otto Schoetensack stellten Anfang der 1890er Jahre bei einer erneuten Aufnahme der Großsteingräber der Altmark fest, dass nur noch drei Gräber erhalten waren. Die restlichen Anlagen waren in der Zwischenzeit zerstört worden. 2003–04 erfolgte eine weitere Aufnahme und Vermessung aller noch existierenden Großsteingräber der Altmark als Gemeinschaftsprojekt des Landesamts für Denkmalpflege und Archäologie Sachsen-Anhalt, des Johann-Friedrich-Danneil-Museums Salzwedel und des Vereins „Junge Archäologen der Altmark“.

## Beschreibung

### Erhaltene Gräber

#### Grab 1

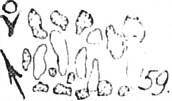
Grundriss des Grabes Schadewohl 1 nach Krause/Schoetensack

Grab 1 gehört zum Typ der Großdolmen. Eine Hügelschüttung lässt sich nicht ausmachen, eine Grabeinfassung ist heute nicht mehr vorhanden. Die Grabkammer ist nordwest-südöstlich orientiert. Sie besteht heute noch aus zehn Wandsteinen und vier Decksteinen, weitere Steine fehlen mittlerweile. Der größte Deckstein misst 2,7 m × 0,8 m × 0,7 m. Der westlichste Deckstein weist eine tiefe Rinne auf. Der nächste Deckstein besitzt drei Schälchen. Die Wandsteine sind teilweise zerbrochen. Die Kammer ist trapezförmig, hat eine Länge von 8,0 m und einer Breite zwischen 1,4 m und 2,0 m.

Großsteingrab Schadewohl 1, Details
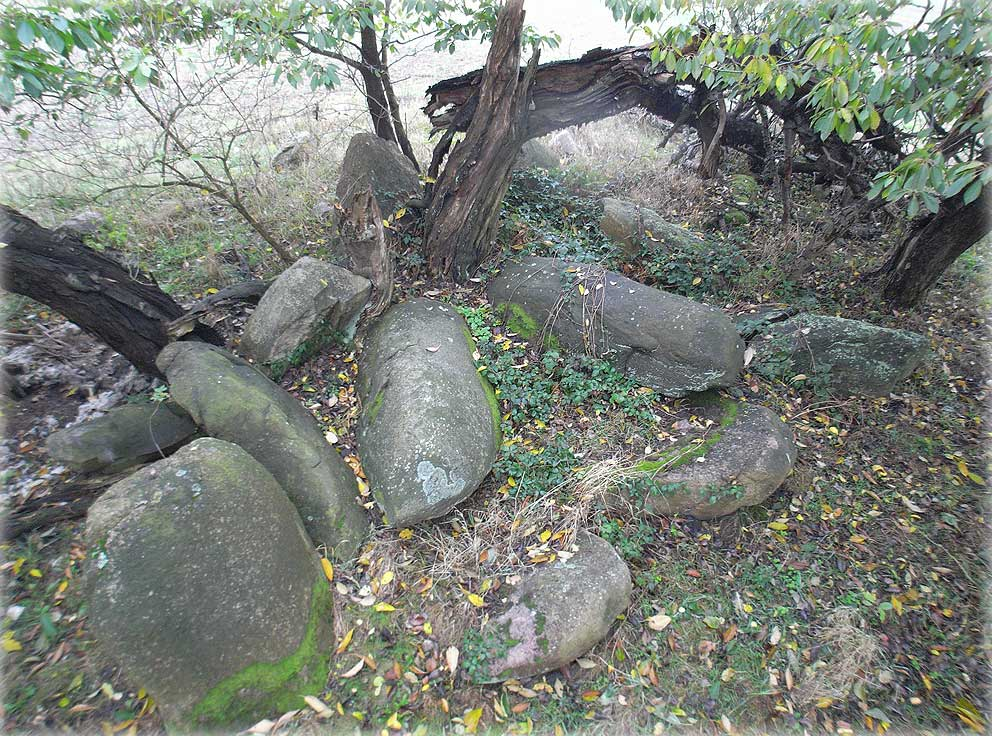
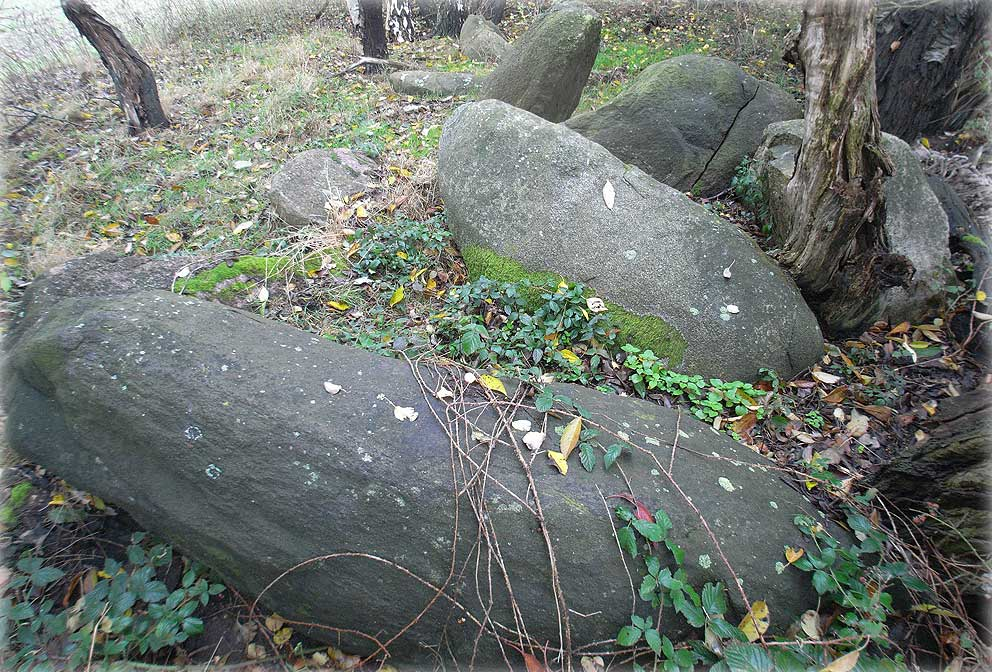
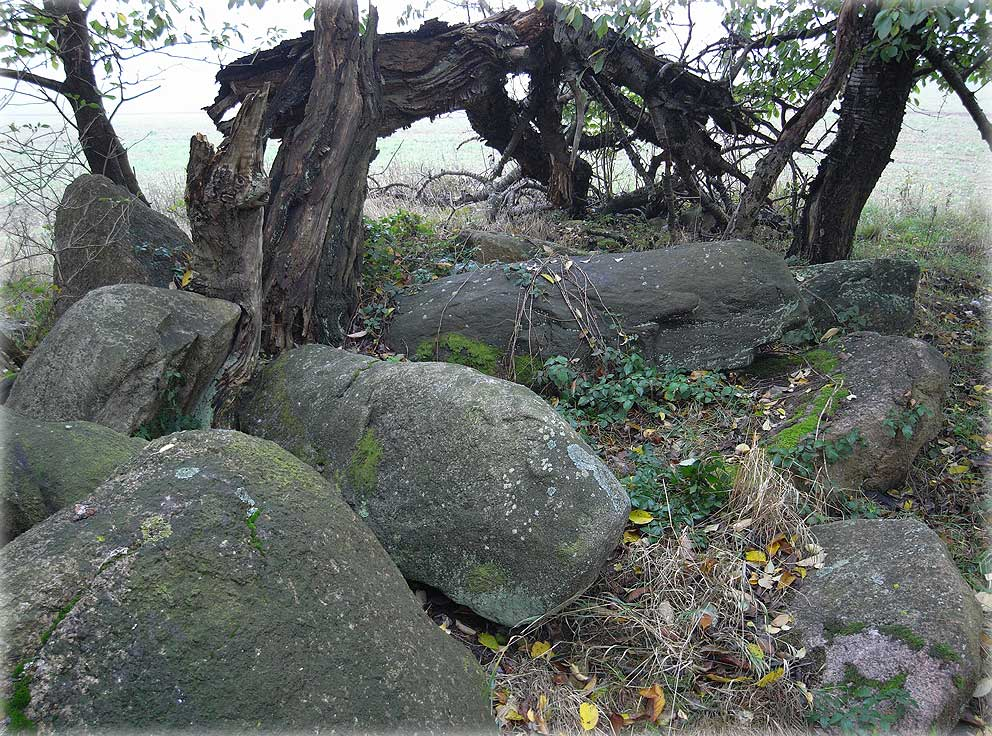

#### Grab 2

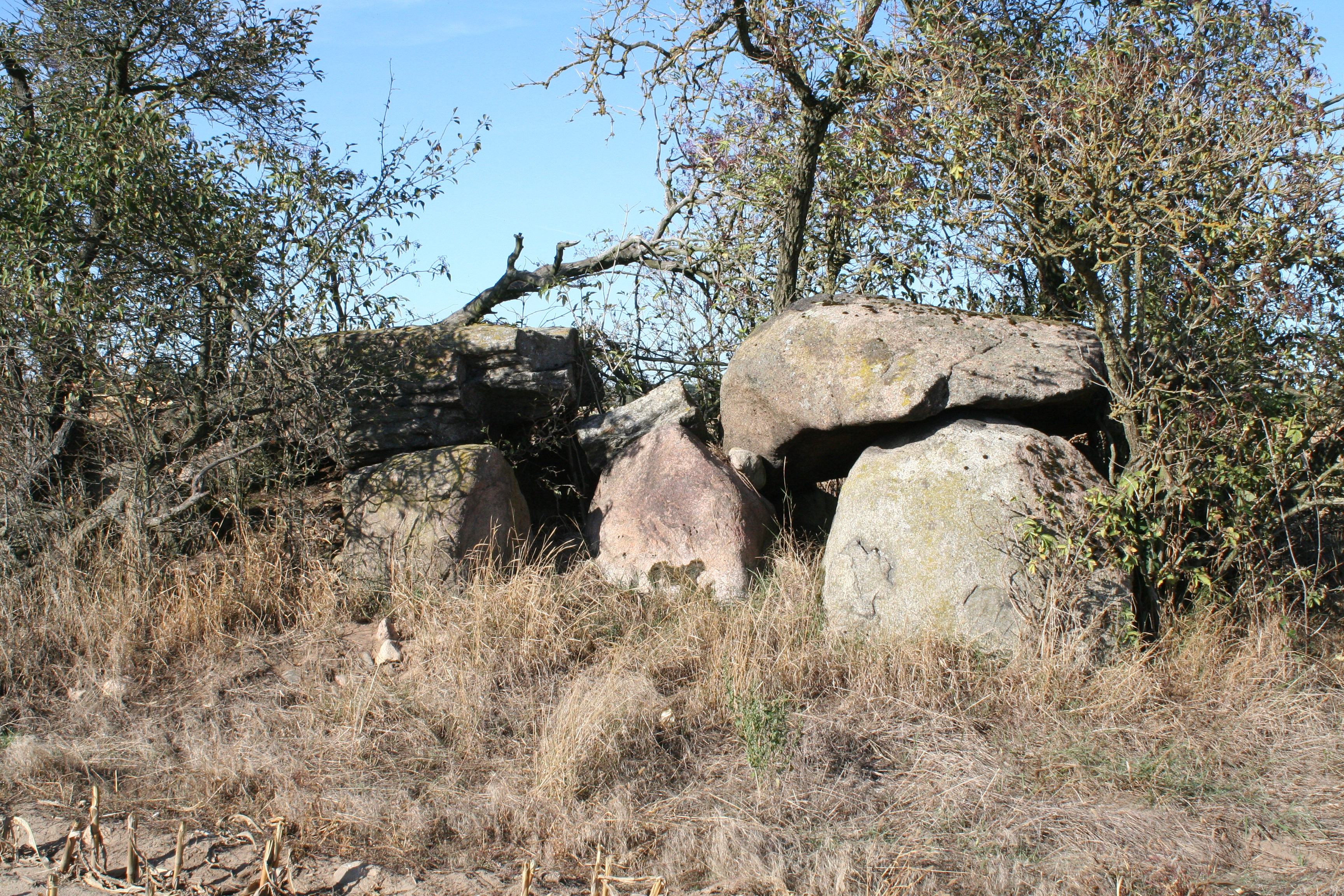
Großsteingrab Schadewohl 2

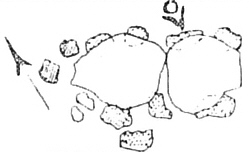
Grundriss des Grabes Schadewohl 2 nach Krause/Schoetensack

Grab 2 gehört ebenfalls zum hier nicht sehr verbreiteten Typ der Großdolmen. Auch bei dieser Anlage lässt sich keine Hügelschüttung ausmachen. Ebenso fehlt eine Grabhügeleinfassung, möglicherweise war sie nie vorhanden. Die Grabkammer ist nordwest-südöstlich orientiert. Sie besteht heute noch aus neun Tragsteinen und zwei Decksteinen. Die ursprünglichen Maße der Decksteine betrugen 3,2 m × 1,6 m bzw. 2,5 m × 1,4 m. Der westliche Stein ist allerdings bereits in drei Teile zerbrochen und der östliche weist einen tiefen Spalt auf. Beide Decksteine besitzen Schälchen. Die Kammer ist rechteckig und besitzt die Innenmaße 5,7 m × 1,5 m, ihre Höhe beträgt 1,2 m.

Großsteingrab Schadewohl 2, Details
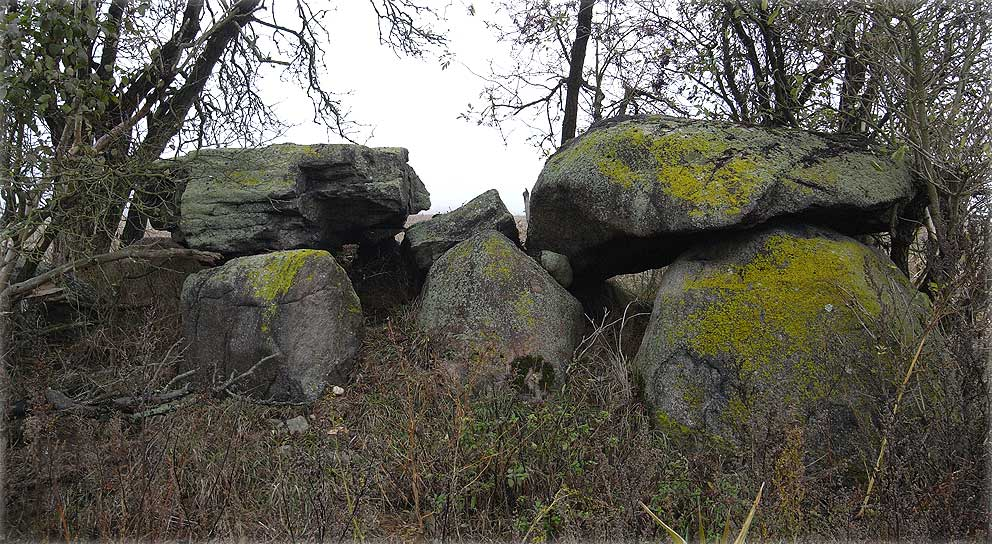
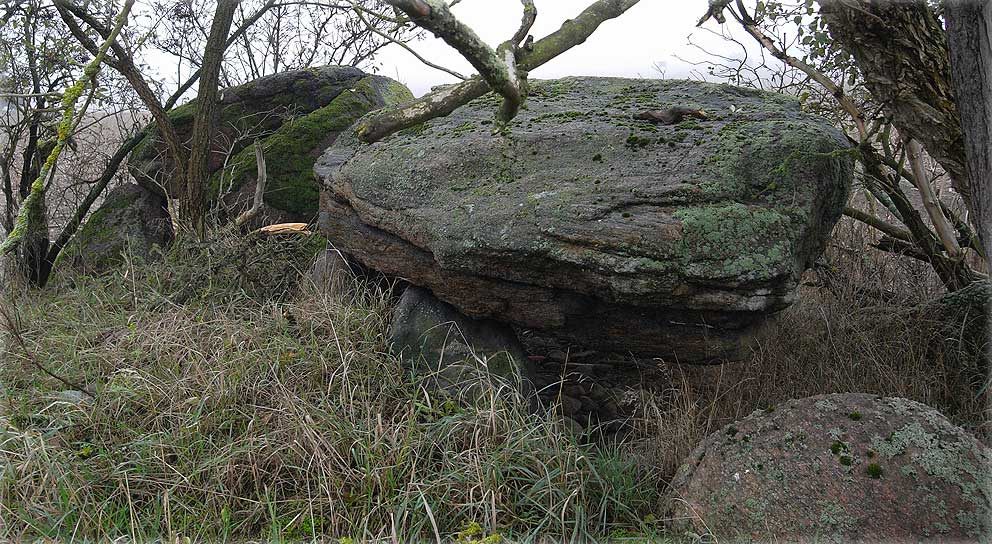
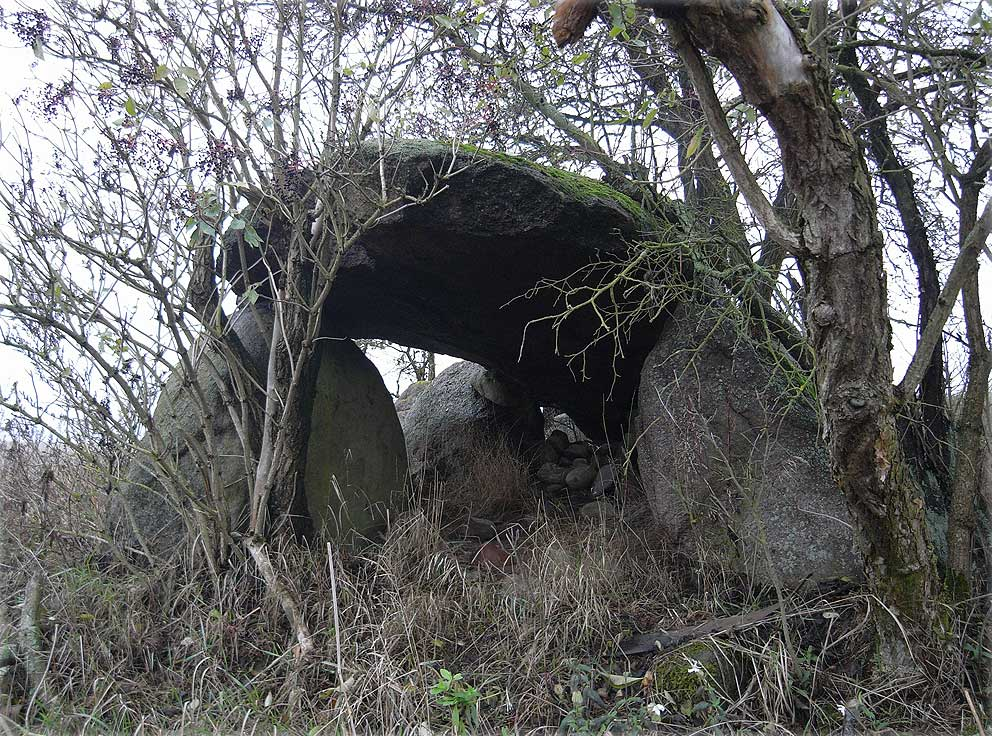

#### Grab 3

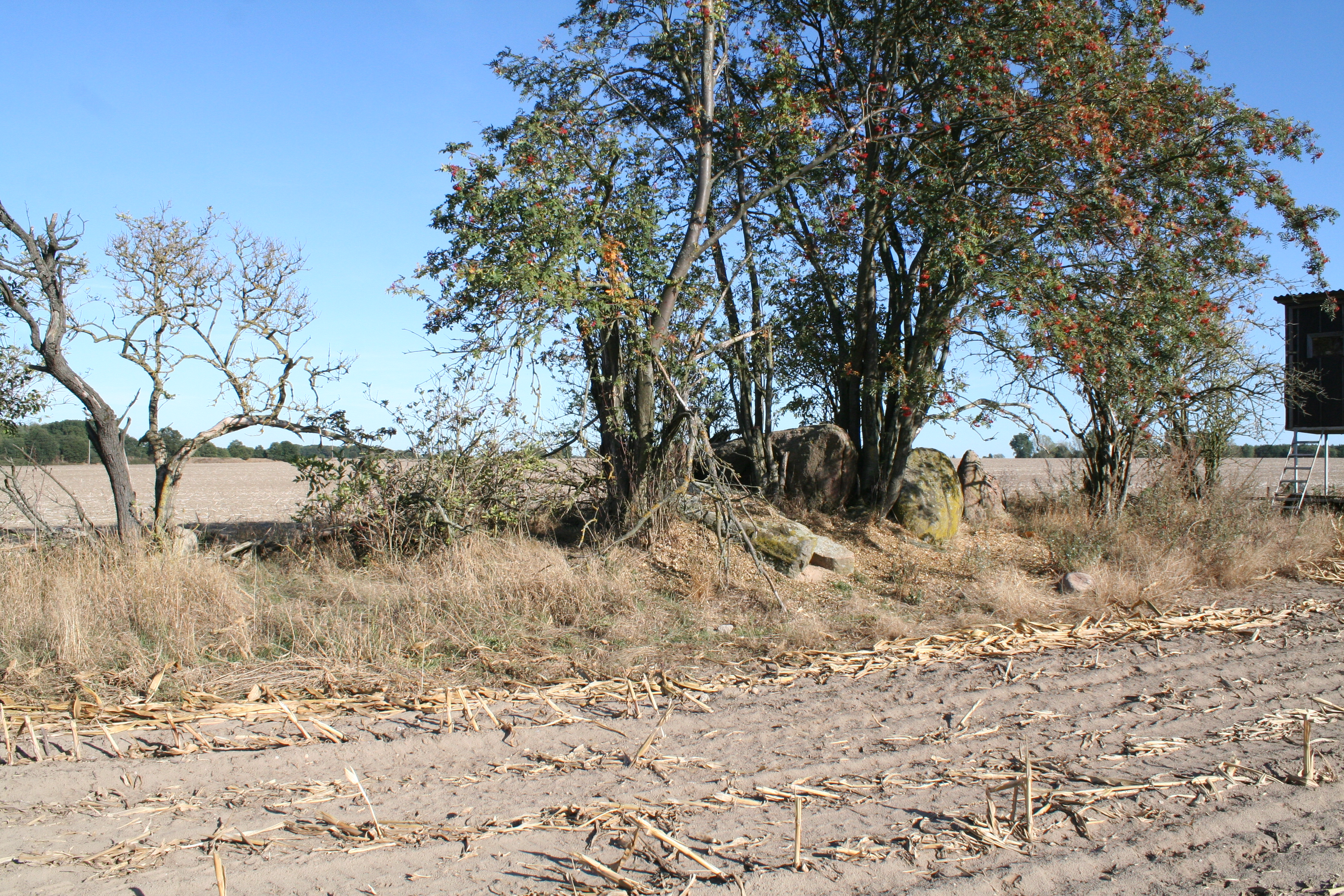
Großsteingrab Schadewohl 3

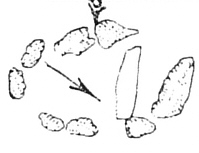
Grundriss des Grabes Schadewohl 3 nach Krause/Schoetensack

Auch Grab 3 gehört zum Typ der Großdolmen. Die Hügelschüttung ist oval, eine Grabeinfassung ist nicht vorhanden. Die Grabkammer ist nordwest-südöstlich orientiert. Sie bestand ursprünglich aus wahrscheinlich acht Wandsteinen, von denen sich noch sieben erhalten haben sowie drei oder vier Decksteinen, von denen noch zwei erhalten sind. Einer der Decksteine ist in die Kammer gestützt, der andere liegt außerhalb. Die beiden Steine messen 2,4 m × mindestens 1,0 m × 0,8 m bzw. 2,5 m × 1,2 m. Die Kammer ist rechteckig und besitzt die Innenmaße 4,7 m × 2,0 m.

Großsteingrab Schadewohl 1, Details
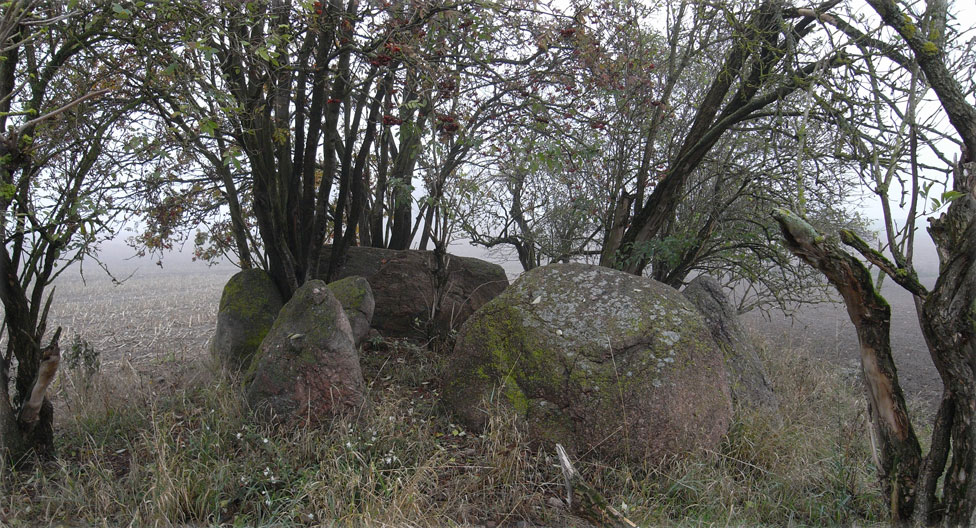
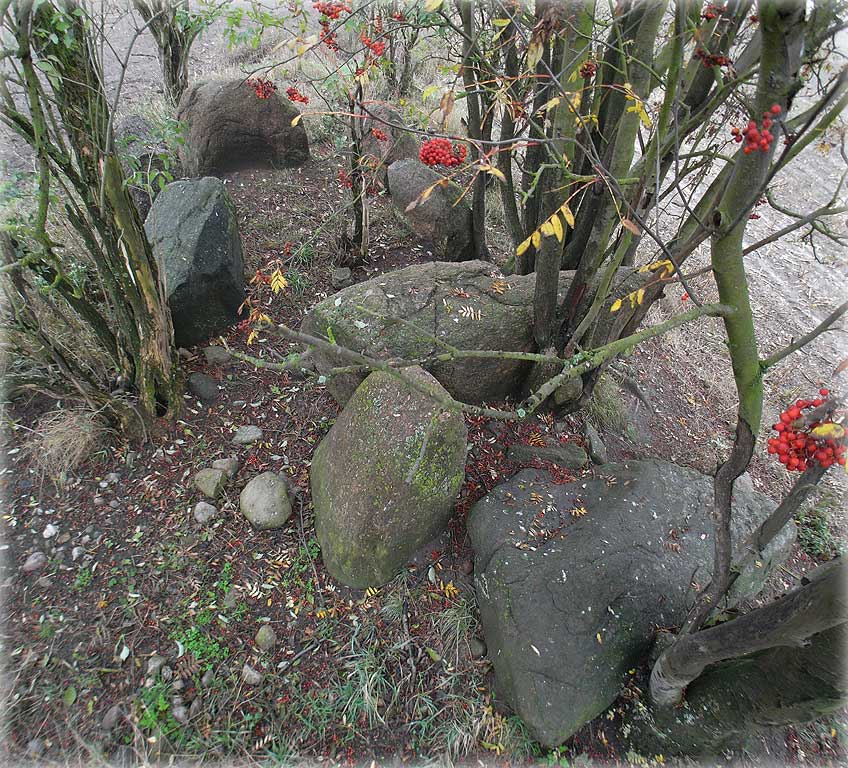
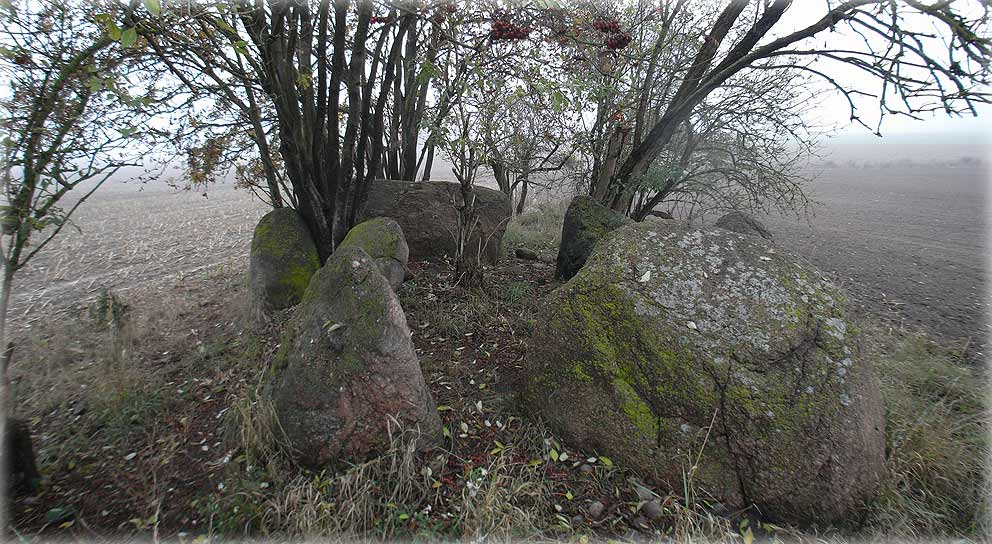

### Zerstörte Gräber

#### Grab 4
Grab 4 hatte eine Länge von 8,8 m und eine Breite von 4,7 m. Es war west-östlich orientiert und besaß eine Grabkammer mit drei Decksteinen; es muss sich also um einen Großdolmen oder ein Ganggrab gehandelt haben. Es war bei Johann Friedrich Danneils Untersuchung in den 1830er Jahren noch gut erhalten, wurde aber in den 1850er Jahren komplett abgetragen.

#### Grab 5
Grab 5 besaß eine Grabkammer die 4 m lang und fast ebenso breit war. Sie besaß einen einzelnen großen Deckstein. Über die Zahl der Wandsteine liegen keine Angaben vor, die Größe der Kammer macht es aber wahrscheinlich, dass es sich um einen Polygonaldolmen gehandelt hat. Diese Grabform ist der Altmark selten und sonst nur noch durch zwei zerstörte Großsteingräber bei Wallstawe und das erhaltene Großsteingrab Lüdelsen 1 bezeugt.

## Die Großsteingräber bei Schadewohl in regionalen Sagen
Eine regionale Sage berichtet von Riesen, die an ihren Füßen sieben Zehen hatten. Bei den Schälchen auf den Steinen der Schadewohler Großsteingräber soll es sich um die Abdrücke solcher Riesenzehen handeln.